# Latvijas Mobilais Telefons
Latvijas Mobilais Telefons, LMT — оператор мобільного зв'язку в Латвії. Компанія була заснована в 1992 році і є першим оператором мобільного зв'язку в країні. П'ятдесят один відсоток акцій компанії контролюється державою.

## Історія
Заснована 2 січня 1992 року як спільне латвійсько-шведське-фінське підприємство. Латвійській державі належать 51 % долі капіталу, а іноземним партнерам — шведському оператору Telia та фінському оператору Sonera — 49 %. Спочатку LMT надавало послуги зв'язку стандарту NMT. Із січня 1995 надає також послуги зв'язку за стандартом GSM.
2002 року після злиття Telia і Sonera, нова компанія почала перемовини з латвійським урядом про збільшення своєї долі в LMT до 100 %, тобто повної покупки підприємства. У зв'язку зі зміною уряду, ці переговори зайшли в глухий кут, але в 2007 році TeliaSonera відновила процес і підписала меморандум про наміри. Вартість компанії на той час (станом на 2005 рік) оцінювалась в 600 мільйонів євро. Угода в результаті не відбулась.
Станом на початок 2016 року LMT є найбільшим оператором зв'язку Латвії з 1 132 552 абонентами.

## Склад акціонерів
- TeliaSonera AB — 24,5%
- Sonera Holding B.V. (дочірнє підприємство TeliaSonera) — 24,5%
- Латвійський державний центр радіо і телебачення — 23%
- SIA Lattelecom — 23%
- Агентство з приватизації (Латвійська Республіка) — 5%